# Rawno pole
Rawno pole (bułg. Равно поле) – wieś w Bułgarii, w obwodzie sofijskim, w gminie Elin Pelin. Według danych szacunkowych Ujednoliconego Systemu Ewidencji Ludności oraz Usług Administracyjnych dla Ludności, 15 grudnia 2018 roku miejscowość liczyła 1422 mieszkańców.

## Osoby związane z miejscowością
- Łazar Dobricz (1881–1970) – bułgarski artysta cyrkowy, reżyser